# Ville Taalikka
Vilho Johannes Taalikka, detto Ville (8 aprile 1921 – 23 settembre 1994), è stato un pentatleta finlandese.

## Palmarès
In carriera ha conseguito i seguenti risultati:
- Mondiali:

Berna 1950: argento nel pentathlon moderno a squadre.
Helsingborg 1951: argento nel pentathlon moderno a squadre.